# 11103 Miekerouppe
11103 Miekerouppe è un asteroide della fascia principale. Scoperto nel 1995, presenta un'orbita caratterizzata da un semiasse maggiore pari a 2,8885439 UA e da un'eccentricità di 0,0846322, inclinata di 1,89972° rispetto all'eclittica.